# Luigi Vimercati
Luigi Vimercati (Monza, 4 aprile 1953) è un politico italiano.

## Biografia
Laureato in filosofia all'Università Statale di Milano, dal 1995 al 2021 è stato docente universitario di storia e filosofia presso il liceo classico Giuseppe Parini, situato nel capoluogo lombardo.
Vimercati fu iscritto al Partito Comunista Italiano, ma dopo il suo scioglimento nel 1991 aderisce alla svolta della Bolognina del Partito Democratico della Sinistra, per poi confluire nel 1998 nei Democratici di Sinistra alla svolta di Massimo D'Alema; attualmente è iscritto al Partito Democratico.
Dal 1980 al 1994 è stato eletto consigliere comunale a Sesto San Giovanni, di cui è stato assessore alla Cultura e all'Educazione dal 1983 al 1990. Rieletto nel Consiglio comunale di Sesto San Giovanni nel 1998, venne nuovamente nominato assessore alla Cultura, alla Comunicazione, all'Edilizia Privata e allo Sportello Unico per le Imprese dal 1998 al 2002.
È stato dal 2002 al 2004 membro del Consiglio di amministrazione dei Trasporti pubblici del comune di Monza e dal 2002 è membro del CdA della Fondazione ISEC (Istituto per la storia dell'Età Contemporanea).
Dal 2002 al 2005 è stato Presidente dell'Agenzia per la Promozione dello Sviluppo sostenibile del Nord Milano (ASNM).
Dal 2004 al 2007 è stato assessore al lavoro, attività economiche e innovazione, agricoltura, turismo, con delega per l'alto Milanese della provincia di Milano.
Con decreto del Presidente della Repubblica del 18 maggio 2006 è stato nominato Sottosegretario di Stato al Ministero delle Comunicazioni nel secondo governo Prodi.